# Ipo conferta
Ipo conferta är en insektsart som beskrevs av George Willis Kirkaldy 1906. Ipo conferta ingår i släktet Ipo och familjen dvärgstritar. Inga underarter finns listade i Catalogue of Life.